# Great Wakering
Great Wakering est un village et une paroisse civile de l'Essex, en Angleterre. Il est situé dans le sud-est du comté, près du littoral de la mer du Nord, à 6 km à l'ouest du centre-ville de Southend-on-Sea. Administrativement, il relève du district de Rochford. Au recensement de 2011, il comptait 5 587 habitants.

## Étymologie
Wakering est un nom d'origine vieil-anglaise. Il fait référence à la famille ou à l'entourage d'un dénommé Wacer, et par extension à l'endroit où vivent ces individus, avec le suffixe -ingas ajouté au nom Wacer. Il est attesté sous la forme Wacheringa dans le Domesday Book, compilé en 1086. L'élément Great permet de le distinguer de la localité voisine de Little Wakering, un peu plus au nord, qui constitue un hameau rattaché à la paroisse civile de Barling (en).

## Géographie
Le village se situe à proximité de l'île de Foulness. Il lui est relié par The Broomway (en), un chemin accessible à marée basse qui constituait jusqu'en 1922 l'unique moyen d'accéder à pied à Foulness.

## Histoire
D'après la tradition, les dépouilles d'Æthelred et Æthelberht, deux princes du royaume du Kent assassinés sur l'ordre de leur cousin le roi Ecgberht Ier, auraient été conservées à Great Wakering durant une bonne partie du haut Moyen Âge.